# سیکلوپروپیل‌مسکالین
سیکلوپروپیل‌مسکالین (به انگلیسی: Cyclopropylmescaline) با فرمول شیمیایی C۱۴H۲۱NO۳ یک ترکیب شیمیایی است. که جرم مولی آن ۲۵۱٫۳۳ g/mol می‌باشد. 